# Eric Caritoux
Eric Caritoux (Carpentras, 16 augustus 1960) is een voormalig Frans wielrenner die beroeps was tussen 1983 en 1994. Tijdens zijn carrière behaalde hij 22 overwinningen, waarvan het winnen van de Ronde van Spanje in 1984 en de Franse kampioenschappen op de weg in 1988 en 1989 de belangrijkste waren. Hij deed elf keer mee aan de Ronde van Frankrijk, waarbij hij zijn beste finish in 1989 had, toen hij twaalfde werd in het eindklassement.

## Carrière

### Eerste jaren
Caritoux werd geboren in Carpentras in de Provence aan de voet van de Mont Ventoux. Op jonge leeftijd begon hij met wielrennen bij een plaatselijke club in Carpentras, waar hij zich ontwikkelde tot een befaamd klimmer. Hiervoor gebruikte hij de heuvelachtige regio Vaucluse en de Mont Ventoux om te trainen. Als amateur won hij in 1982 de Tour du Vaucluse Open, waarbij hij toekomstig Ronde van Frankrijk-winnaar Laurent Fignon (1983 en 1984) versloeg op de 15 kilometer tussen Bédoin en Chalet Reynard. Dat leidde ertoe dat Jean de Gribaldy, manager van de SEM, Caritoux in 1983 in zijn team opnam.
Het SEM-team uit 1983 had Seán Kelly als teamleider en Caritoux werd benoemd tot Kelly's assistent tijdens belangrijke wedstrijden. In 1984 werd Skil de nieuwe teamsponsor en liet Caritoux zien dat hij meer was dan Kelly's assistent. Hij begon het seizoen met een deelname aan de Ronde van de Haut Var, een heuvelachtige eendagswedstrijd in het zuiden van Frankrijk. Vervolgens won hij de vierde etappe (Orange-Mont Ventoux) van Parijs-Nice. Daarna kreeg hij in april van zijn manager een korte pauze, zodat het team zich kon concentreren op de aankomende races van Sean Kelly in de lente, waar Caritoux overigens niet aan meedeed.

### Overwinning Ronde van Spanje in 1984
Caritouxs overwinning van de Ronde van Spanje in 1984 is zeer speciaal te noemen. In de eerste plaats omdat hij als tweedejaars professional een grote ronde won, wat al buitengewoon is, en in de tweede plaats omdat een week voor de start zowel Caritoux als zijn team niet van plan waren aan de race deel te nemen. Aan het begin van het jaar had Skil-manager Jean de Gribaldy een belofte gedaan aan de organisatoren van de Vuelta dat zijn team aan de race zou deelnemen, een belofte die hij overigens was vergeten. De Gribaldy werd door de organisatie onder druk gezet en moest £50.000 betalen als zijn team niet kwam opdagen. Binnen een korte tijd wist hij een team bij elkaar te sprokkelen, waaronder Caritoux, die op vakantie was. Hem werd verteld naar Genève te gaan om vanuit daar naar Jerez de la Frontera te vliegen in het zuiden van Spanje, waar de race zou worden gehouden.
Caritoux won de eerste bergetappe die eindigde aan de top van de Rassos de Peguera in de Pyreneeën. Na de twaalfde etappe nam hij de leiderstrui over van Pedro Delgado. Niemand, zelfs Caritoux niet, kon indenken dat hij de trui tot aan de finish zou dragen. Toch bleef hij op de laatste dag aan kop met een voorsprong van 37 seconden. Het laatste stuk werd een tijdrit waarbij Caritoux, slecht in tijdrijden, het moest opnemen tegen de sterke tijdrijder Alberto Fernández. Hij reed het stuk met de gedachte dat dit waarschijnlijk zijn enige grote overwinning kon worden. Met succes, want hij won de Ronde van Spanje in 1984 met het kleine verschil van zes seconden.

## Belangrijkste overwinningen
1984
- Ronde van de Haut Var
- 4e etappe deel A Parijs-Nice
- 7e etappe Ronde van Spanje
- Eindklassement Ronde van Spanje

1985
- 2e etappe Ronde van de Middellandse Zee

1986
- Klimmerstrofee

1988
- Frans kampioen op de weg, Elite

1989
- Frans kampioen op de weg, Elite

1990
- 3e etappe deel B Midi Libre

1991
- Ronde van de Haut Var

## Resultaten in voornaamste wedstrijden
| Jaar | Ronde van Italië | Ronde van Frankrijk | Ronde van Spanje |
| ---- | ---------------- | ------------------- | ---------------- |
| 1983 |                  | 24e                 |                  |
| 1984 |                  | 14e                 | ↑ (1)            |
| 1985 |                  | 34e                 | 6e               |
| 1986 |                  | 20e                 |                  |
| 1987 | 21e              | 23e                 |                  |
| 1988 |                  | 18e                 | 11e              |
| 1989 |                  | 12e                 | opgave           |
| 1990 |                  | opgave              |                  |
| 1991 |                  | 17e                 |                  |
| 1992 |                  | 37e                 |                  |
| 1993 |                  | 37e                 |                  |
| 1994 |                  | 22e                 |                  |

| Jaar | Milaan-San Remo | Amstel Gold Race | Luik-Bast.‑Luik | Ronde van Lombardije | Waalse Pijl | Parijs-Tours | Bretagne Classic |  | WK op de weg |  | Wereldranglijsten |
| ---- | --------------- | ---------------- | --------------- | -------------------- | ----------- | ------------ | ---------------- |  | ------------ |  | ----------------- |
| 1983 |                 |                  |                 | 36e                  |             |              |                  |  |              |  |                   |
| 1984 |                 |                  |                 |                      |             | 8e           | Brons            |  | 7e           |  | 13e (SPP)         |
| 1985 |                 |                  | 50e             |                      | 42e         | 33e          | 13e              |  |              |  | 23e (SPP)         |
| 1986 |                 |                  | 40e             |                      |             |              |                  |  |              |  | 22e (SPP)         |
| 1987 |                 |                  |                 |                      |             |              |                  |  |              |  |                   |
| 1988 |                 |                  | 55e             |                      |             |              |                  |  |              |  |                   |
| 1989 | 76e             |                  | 48e             |                      | 20e         |              |                  |  | 27e          |  |                   |
| 1990 |                 | 73e              | 25e             | 21e                  | 37e         | 95e          |                  |  |              |  |                   |
| 1991 | 65e             |                  | 45e             | 82e                  | 42e         | 144e         |                  |  |              |  |                   |
| 1992 | 158e            |                  |                 |                      | 19e         |              | 9e               |  |              |  |                   |
| 1993 |                 |                  |                 |                      |             |              |                  |  |              |  |                   |
| 1994 |                 |                  |                 |                      |             |              |                  |  |              |  |                   |